# Zarpen
Zarpen est une commune d'Allemagne, située dans l'arrondissement de Stormarn, dans le Schleswig-Holstein. Elle fait partie de l'Amt Nordstormarn dont le siège est à Reinfeld (Holstein).